# プリマス・ブレザレン
プリマス・ブレザレン（The Plymouth Brethren）は、保守的、福音主義的なキリスト教運動であり、聖書に基づく教理を目指して興った組織である。
運動は1820年代のアイルランド島ダブリンにさかのぼり、ブレザレン（兄弟たち）の名称は聖書から来ているが、具体的に組織化されたのは1831年で、ジョージ・ウィグラムとベンジャミン・ウィルズ・ニュートン、ジョン・ダービらを中心に組織された。教職制度の否定や毎週日曜日の聖餐、教派に縛られないことなどを謳った。そして運動の拡大に伴い、教派に縛られない教会の在り方に共鳴したジョージ・ミュラーやロバート・チャップマンも、この運動に関与していった。
しかし後にメンバー間の教義の違いや仲違いが原因で、プリマス・ブレザレンは1848年に決定的な内部分裂を起こし、
- オープン・ブレザレン - 他の教派に対して穏健な態度を取り、信徒同士の交流も行なっているグループ（ジョージ・ミュラーなど）。
- エクスクルーシブ・ブレザレン - 教義理解を共有するグループ以外とは、たとえブレザレン同士でも、一切交流を持たない排他的なグループ（ジョン・ダービ）。

以上のとおり、2つの派に分かれることとなった。
なお、ブレザレン運動の言説の勢いが増した結果、ダービの思想の中心となるディスペンセーション主義や患難前携挙説が大いに広まったが、ジョージ・ミュラーやベンジャミン・ウィルズ・ニュートンらは、患難前携挙説について否定的で、患難後携挙説に注目していた。
このことからもわかるように、ブレザレンの思想はグループや派閥、伝道者ひとりひとりによって異なる場合があり、「ブレザレンの思想」として単純に言い表すことは難しい。例えば、フレドリク・ブルースのように、ディスペンセーション神学を容認しない信徒も存在する。
なお日本では、ブラザレン派・同胞派・キリスト集会と呼ばれることもある。他にプリマス・ブレザレンの影響を受けている教派としてはキリスト同信会などがある。

## 著名なブレザレン
- アンソニー・ノリス・グローブス（初期のプリマス・ブレザレン運動に大きな影響を与えた）
- ジョージ・ミュラー
- ロバート・チャップマン
- ジョン・ネルソン・ダービー
- ジョセフ・スクライヴェン（「いつくしみ深き」の作詞者）
- フレドリク・ブルース
- H・G・ブランド
- 乗松雅休（日本プロテスタント初の海外宣教師）
- 五十嵐健治
- 上田貞治郎
- 早川谷二郎

## プリマス・ブレザレンを題材とする作品

### 映画
- 『リトル・ランボーズ』2007年/イギリス・フランス合作